# Elecciones generales de Nicaragua de 1984
Las elecciones generales de Nicaragua de 1984 se celebraron el 4 de noviembre para elegir al Presidente de la República y a los miembros de la Asamblea Nacional. Fueron las primeras elecciones libres celebradas en el contexto de la Revolución Sandinista que produjo la caída del dictador Anastasio Somoza Debayle (cuya familia gobernaba el país desde la década de 1930), y durante la insurgencia de los Contras contra el gobierno sandinista. Aunque la oposición llamó a un boicot, la participación fue sumamente alta. Aproximadamente 1,2 millones de nicaragüenses votaron, representando una participación del 75%, con el 94% de la población adulta registrada para votar. El resultado fue una abrumadora victoria para el Frente Sandinista de Liberación Nacional, que obtuvo mayoría absoluta en el legislativo. Daniel Ortega fue elegido presidente por amplio margen para el período 1985-1990.
La fecha escogida para la celebración de las elecciones, el 4 de noviembre, a dos días de las elecciones presidenciales de Estados Unidos de 1984, tenía como objetivo dar a entender internacionalmente que el nuevo gobierno de Nicaragua era legítimo. El gobierno sandinista supuso que, mediante una elección competitiva con alta participación, disuadirían a los Estados Unidos de continuar con la intervención militar y la financiación de los Contras.
Observadores internacionales como la Comunidad Económica Europea, Canadá e Irlanda declararon que las elecciones fueron "creíbles, justas y democráticas". Sin embargo el gobierno estadounidense de Ronald Reagan se negó a reconocer los resultados.

## La participación de la Coordinadora Democrática
Se ha argumentado que probablemente uno de los principales motivos, sino el único, por el cual el gobierno sandinista decidió establecer una democracia liberal se debiera a la política exterior de los Estados Unidos hacia Nicaragua. El gobierno de Reagan estaba dividido sobre si la coalición derechista Coordinadora Democrática debía participar en las elecciones, a pesar de que era muy complicado llevar una estrategia electoral coherente. En definitiva, la administración de Estados Unidos y el apoyo privado a la no participación permitió a quienes querían boicotear las elecciones ganar la partida.
Finalmente, la Coordinadora Democrática decidió abstenerse de participar en las elecciones, con el apoyo de Estados Unidos, que pretendía usar este boicot para desafiar la legitimidad de los comicios. Sin embargo, esto no alteró en gran medida la participación electoral, y a fin de cuentas, además del FSLN otros 6 partidos políticos (incluyendo tres importantes partidos de derecha), y la oposición de izquierda (como el Partido Comunista de Nicaragua) participaron en las elecciones.

## Resultados

### Elección presidencial
| Candidato                    | Partido/Coalición                                        | Votos     | %      |
| ---------------------------- | -------------------------------------------------------- | --------- | ------ |
| José Daniel Ortega Saaveda   | Frente Sandinista de Liberación Nacional (FSLN)          | 735,967   | 66.97% |
| Clemente Guido Chávez        | Partido Conservador Demócrata de Nicaragua (PCDN)        | 154,327   | 14.04% |
| Virgilio Godoy Reyes         | Partido Liberal Independiente (PLI)                      | 105,560   | 09.60% |
| Mauricio Díaz Dávila         | Partido Popular Social Cristiano (PPSC)                  | 61,199    | 05.56% |
| Allan Zambrana Salmerón      | Partido Comunista de Nicaragua (PC de N)                 | 16,034    | 01.45% |
| Domingo Sánchez Salgado      | Partido Socialista Nicaragüense (PSN)                    | 14,494    | 01.31% |
| Isidro Téllez Toruño         | Movimiento de Acción Popular Marxista-Leninista (MAP ML) | 11,352    | 01.03% |
| Total de votos válidos       | Total de votos válidos                                   | 1,098,933 | 100%   |
| Votos en blanco/anulados     | Votos en blanco/anulados                                 | 71,209    | 06.09% |
| Total de votos/participación | Total de votos/participación                             | 1,170,142 | 75.42% |
| Votantes registrados         | Votantes registrados                                     | 1,551,597 | –      |
| Población                    | Población                                                | 3,220,823 | –      |

### Elecciones legislativas
| Partidos/Coaliciones                                     | Votos                | %         | Diputados |
| -------------------------------------------------------- | -------------------- | --------- | --------- |
| Frente Sandinista de Liberación Nacional (FSLN)          | 729,159              | 66.78%    | 61        |
| Partido Conservador Demócrata de Nicaragua (PCDN)        | 152,883              | 14.00%    | 14        |
| Partido Liberal Independiente (PLI)                      | 105,497              | 09.66%    | 09        |
| Partido Popular Social Cristiano (PPSC)                  | 61,525               | 05.63%    | 06        |
| Partido Comunista de Nicaragua (PC de N)                 | 16,165               | 01.48%    | 02        |
| Partido Socialista Nicaragüense (PSN)                    | 15,306               | 01.40%    | 02        |
| Movimiento de Acción Popular Marxista-Leninista (MAP ML) | 11,343               | 01.03%    | 02        |
| Total de votos válidos                                   | 1,091,878            | 100%      | 96        |
| Votos en blanco/anulados                                 | 78,224               | 06.69%    | –         |
| Total de votos/participación                             | 1,170,142            | 75.41%    | –         |
| Votantes registrados                                     | Votantes registrados | 1,551,597 | –         |
| Población                                                | Población            | 3,220,823 | –         |

## Consecuencias
El 10 de enero de 1985, Daniel Ortega fue juramentado como el primer presidente democrático de Nicaragua en décadas. Sin embargo, Ronald Reagan denunció las elecciones de 1984 como una «farsa de estilo soviético» a pesar de que su opinión fue desestimada por varios observadores independientes, como Baron Chitnis, la Asociación de Estudios Latinoamericanos, y la prensa internacional, que criticó la postura de Reagan al continuar financiando a los Contras. «Esto socava la legitimidad del nuevo régimen en el extranjero y frustra sus esperanzas de que las elecciones de 1984 podrían allanar el camino en casa». En mayo de 1985, Estados Unidos impuso a Nicaragua un embargo comercial, seguido de una ayuda «no letal» a los Contras de 27 millones de dólares, y otros 37 millones en ayuda secreta «letal». Por causa de esto, el gobierno debió declarar nuevamente el estado de emergencia en octubre.
Alejandro Bolaños Geyer, en su libro 1984 En Managua, Las Elecciones Sandinistas de 1984, señala que la elección de 1984 no fue más que una farsa ligeramente mejor montada que las que hacía el régimen de la familia Somoza.